# Hamed Junior Traorè
Hamed Junior Traorè (ur. 16 lutego 2000 w Abidżanie) – iworyjski piłkarz grający na pozycji napastnika.

## Kariera klubowa
8 października 2017 zadebiutował w klubie w meczu przeciwko Foggia. 26 sierpnia 2018 zadebiutował w Serie A w meczu z Genoa.
12 lipca 2019 przeszedł do włoskiego klubu Sassuolo na zasadzie dwuletniego wypożyczenia z opcją wykupu.

## Kariera reprezentacyjna
W marcu 2019 roku zadebiutował w reprezentacji Wybrzeża Kości Słoniowej U23 w dwóch meczach kwalifikacyjnych do Pucharu Narodów Afryki do lat 23.